# 2.ª etapa da Volta a Espanha de 2020
A 2.ª etapa da Volta a Espanha de 2020 desenvolveu-se a 21 de outubro de 2020 entre Pamplona e Lecumberri sobre um percurso de 151,6 km e foi vencida pelo espanhol Marc Soler da equipa Movistar. O esloveno Primož Roglič manteve o maillot vermelho de líder.

## Classificação da etapa
| \| Classificação por etapas \| Classificação por etapas \| Classificação por etapas \| Classificação por etapas \| Classificação por etapas \| \| Ciclista \| Ciclista \| Equipe \| Tempo \| \| \| ------------------------ \| ------------------------ \| ------------------------ \| ------------------------ \| ------------------------ \| \| 1. \| Marc Soler \| Movistar Team \| 3h47m04s \| \| \| 2. \| Primož Roglič \| Jumbo-Visma \| + 19s \| \| \| 3. \| Daniel Martin \| Israel Start-Up Nation \| + 19s \| \| \| 4. \| Richard Carapaz \| Ineos Grenadiers \| + 19s \| \| \| 5. \| Alejandro Valverde \| Movistar Team \| + 19s \| \| \| 6. \| Enric Mas \| Movistar Team \| + 19s \| \| \| 7. \| Esteban Chaves \| Mitchelton-Scott \| + 19s \| \| \| 8. \| Hugh Carthy \| EF Pro Cycling \| + 19s \| \| \| 9. \| Sepp Kuss \| Jumbo-Visma \| + 19s \| \| \| 10. \| George Bennett \| Jumbo-Visma \| + 19s \| \| |                    |                        |          |
| |                    |                        |          |
| Fonte: ProCyclingStats |                    |                        |          |
| Classificação por etapas |                    |                        |          |
| Ciclista | Ciclista           | Equipe                 | Tempo    |
| 1. | Marc Soler         | Movistar Team          | 3h47m04s |
| 2. | Primož Roglič      | Jumbo-Visma            | + 19s    |
| 3. | Daniel Martin      | Israel Start-Up Nation | + 19s    |
| 4. | Richard Carapaz    | Ineos Grenadiers       | + 19s    |
| 5. | Alejandro Valverde | Movistar Team          | + 19s    |
| 6. | Enric Mas          | Movistar Team          | + 19s    |
| 7. | Esteban Chaves     | Mitchelton-Scott       | + 19s    |
| 8. | Hugh Carthy        | EF Pro Cycling         | + 19s    |
| 9. | Sepp Kuss          | Jumbo-Visma            | + 19s    |
| 10. | George Bennett     | Jumbo-Visma            | + 19s    |

## Classificações ao final da etapa

### Classificação geral
| \| Classificação geral \| Classificação geral \| Classificação geral \| Classificação geral \| Classificação geral \| \| Ciclista \| Ciclista \| Equipe \| Tempo \| \| \| ------------------- \| ------------------- \| ---------------------- \| ------------------- \| ------------------- \| \| 1. \| Primož Roglič \| Jumbo-Visma \| 8h09m41s \| \| \| 2. \| Daniel Martin \| Israel Start-Up Nation \| + 9s \| \| \| 3. \| Richard Carapaz \| Ineos Grenadiers \| + 11s \| \| \| 4. \| Esteban Chaves \| Mitchelton-Scott \| + 17s \| \| \| 5. \| Enric Mas \| Movistar Team \| + 17s \| \| \| 6. \| Hugh Carthy \| EF Pro Cycling \| + 20s \| \| \| 7. \| Sepp Kuss \| Jumbo-Visma \| + 26s \| \| \| 8. \| George Bennett \| Jumbo-Visma \| + 56s \| \| \| 9. \| Felix Großschartner \| Bora-Hansgrohe \| + 59s \| \| \| 10. \| Marc Soler \| Movistar Team \| + 1m04s \| \| |                     |                        |          |
| |                     |                        |          |
| Fonte: ProCyclingStats |                     |                        |          |
| Classificação geral |                     |                        |          |
| Ciclista | Ciclista            | Equipe                 | Tempo    |
| 1. | Primož Roglič       | Jumbo-Visma            | 8h09m41s |
| 2. | Daniel Martin       | Israel Start-Up Nation | + 9s     |
| 3. | Richard Carapaz     | Ineos Grenadiers       | + 11s    |
| 4. | Esteban Chaves      | Mitchelton-Scott       | + 17s    |
| 5. | Enric Mas           | Movistar Team          | + 17s    |
| 6. | Hugh Carthy         | EF Pro Cycling         | + 20s    |
| 7. | Sepp Kuss           | Jumbo-Visma            | + 26s    |
| 8. | George Bennett      | Jumbo-Visma            | + 56s    |
| 9. | Felix Großschartner | Bora-Hansgrohe         | + 59s    |
| 10. | Marc Soler          | Movistar Team          | + 1m04s  |

### Classificação por pontos
| Classificação por pontos | Classificação por pontos | Classificação por pontos | Classificação por pontos | Classificação por pontos |
| Ciclista                 | Ciclista                 | Equipe                   | Pontos                   |                          |
| ------------------------ | ------------------------ | ------------------------ | ------------------------ | ------------------------ |
| 1.                       | Primož Roglič            | Jumbo-Visma              | 45 pts                   |                          |
| 2.                       | Richard Carapaz          | Ineos Grenadiers         | 34 pts                   |                          |
| 3.                       | Daniel Martin            | Israel Start-Up Nation   | 32 pts                   |                          |
| 4.                       | Marc Soler               | Movistar Team            | 25 pts                   |                          |
| 5.                       | Esteban Chaves           | Mitchelton-Scott         | 23 pts                   |                          |
| 6.                       | Enric Mas                | Movistar Team            | 20 pts                   |                          |
| 7.                       | Hugh Carthy              | EF Pro Cycling           | 17 pts                   |                          |
| 8.                       | Alejandro Valverde       | Movistar Team            | 17 pts                   |                          |
| 9.                       | Sepp Kuss                | Jumbo-Visma              | 15 pts                   |                          |
| 10.                      | George Bennett           | Jumbo-Visma              | 13 pts                   |                          |

### Classificação da montanha
| Classificação da montanha | Classificação da montanha | Classificação da montanha | Classificação da montanha | Classificação da montanha |
| Ciclista                  | Ciclista                  | Equipe                    | Pontos                    |                           |
| ------------------------- | ------------------------- | ------------------------- | ------------------------- | ------------------------- |
| 1.                        | Richard Carapaz           | Ineos Grenadiers          | 14 pts                    |                           |
| 2.                        | Sepp Kuss                 | Jumbo-Visma               | 14 pts                    |                           |
| 3.                        | Tim Wellens               | Lotto-Soudal              | 6 pts                     |                           |
| 4.                        | Quentin Jauregui          | AG2R La Mondiale          | 6 pts                     |                           |
| 5.                        | Daniel Martin             | Israel Start-Up Nation    | 6 pts                     |                           |
| 6.                        | Enric Mas                 | Movistar Team             | 6 pts                     |                           |
| 7.                        | Alejandro Valverde        | Movistar Team             | 6 pts                     |                           |
| 8.                        | Jetse Bol                 | Burgos-BH                 | 4 pts                     |                           |
| 9.                        | Matteo Badilatti          | Israel Start-Up Nation    | 3 pts                     |                           |
| 10.                       | Bruno Armirail            | Groupama-FDJ              | 2 pts                     |                           |

### Classificação dos jovens
| Classificação dos jovens | Classificação dos jovens | Classificação dos jovens | Classificação dos jovens | Classificação dos jovens |
| Ciclista                 | Ciclista                 | Equipe                   | Tempo                    |                          |
| ------------------------ | ------------------------ | ------------------------ | ------------------------ | ------------------------ |
| 1.                       | Enric Mas                | Movistar Team            | 8h09m58s                 |                          |
| 2.                       | Andrea Bagioli           | Deceuninck-Quick Step    | + 1m29s                  |                          |
| 3.                       | Gino Mäder               | NTT Pro Cycling          | + 2m13s                  |                          |
| 4.                       | David Gaudu              | Groupama-FDJ             | + 3m03s                  |                          |
| 5.                       | Aleksandr Vlasov         | Astana                   | + 5m12s                  |                          |
| 6.                       | Iván Ramiro Sosa         | Ineos Grenadiers         | + 7m27s                  |                          |
| 7.                       | Kobe Goossens            | Lotto-Soudal             | + 9m43s                  |                          |
| 8.                       | Georg Zimmermann         | CCC Team                 | + 10m22s                 |                          |
| 9.                       | William Barta            | CCC Team                 | + 12m06s                 |                          |
| 10.                      | Niklas Eg                | Trek-Segafredo           | + 16m44s                 |                          |

### Classificação por equipas
| Classificação por equipes | Classificação por equipes | Classificação por equipes | Classificação por equipes |
| Equipe                    | Equipe                    | Tempo                     |                           |
| ------------------------- | ------------------------- | ------------------------- | ------------------------- |
| 1.                        | Jumbo-Visma               | 24h30m41s                 |                           |
| 2.                        | Movistar Team             | + 1m00s                   |                           |
| 3.                        | UAE Team Emirates         | + 4m36s                   |                           |
| 4.                        | Astana                    | + 11m09s                  |                           |
| 5.                        | Mitchelton-Scott          | + 18m41s                  |                           |
| 6.                        | Ineos Grenadiers          | + 27m24s                  |                           |
| 7.                        | Deceuninck-Quick Step     | + 29m19s                  |                           |
| 8.                        | Trek-Segafredo            | + 30m31s                  |                           |
| 9.                        | Cofidis                   | + 37m45s                  |                           |
| 10.                       | Groupama-FDJ              | + 38m16s                  |                           |

## Abandonos
- Axel Domont por uma queda que lhe provocou uma fratura de clavícula.[2]
- Brandon Rivera não completou a etapa por dor no joelho.[3]